# A3 (Groot-Brittannië)
De A3 of Portsmouth Road (Portsmouthweg) is een weg in het Verenigd Koninkrijk tussen Londen en Portsmouth, waar vroeger de marinehaven van Engeland was. De weg is 108 kilometer lang.
In 1979 is een acht kilometer lang deel van de A3 omgebouwd tot snelweg. Deze A3(M) ligt tussen Horndean en Bedhampton.

## Hoofdbestemmingen
De volgende hoofdbestemmingen (primary destinations) liggen aan de A3:
- Londen
- Kingston upon Thames
- Guildford
- Petersfield
- Portsmouth

Groot-Brittannië:
M1 · M2 · M3 · M4 · M5 · M6 · M6 Toll · M8 · M9 · M10 · M11 · M18 · M20 · M23 · M25 · M26 · M27 · M32 · M40 · M42 · M45 · M48 · M49 · M50 · M53 · M54 · M55 · M56 · M57 · M58 · M60 · M61 · M62 · M65 · M66 · M67 · M69 · M73 · M74 · M77 · M80 · M90 · M180 · M181 · M271 · M275 · M602 · M606 · M621 · M876 · M898
A1(M) · A3(M) · A38(M) · A48(M) · A57(M) · A58(M) · A64(M) · A66(M) · A74(M) · A167(M) · A194(M) · A308(M) · A329(M) · A404(M) · A601(M) · A627(M) · A823(M)
Noord-Ierland:
M1 · M2 · M3 · M5 · M12 · M22 · A8(M)